# Jean Michel Guenassia
Jean Michel Guenassia (Algeri, 1950) è uno scrittore e drammaturgo francese.
Nel 2009 viene pubblicato il suo primo romanzo, Il club degli incorreggibili ottimisti, edito da Albin Michel, presentato dall'editore come "il primo romanzo di uno sconosciuto di 59 anni" Tradotto in 10 paesi, diviene un successo di vendite internazionale.

## Attività letteraria
Avvocato di professione scrive alcune sceneggiature per la Televisione e per il Teatro, nel 1986 scrive un romanzo poliziesco per le Éditions Liana Lévi, Pour cent millions che gli vale il premio Michel Lebrun.
Ne Il Club degli incorreggibili ottimisti, Guenassia riunisce nel romanzo storico con quello generazionale raccontando in maniera minuziosa e fluida lo scorrere degli anni '60, tra la guerra fredda e la questione algerina, attraverso gli occhi di un ragazzo di Parigi, narrando al tempo stesso la vita di un adolescente. Il titolo si riferisce al retro di un bar della periferia parigina in cui sono soliti incontrarsi personaggi di vario genere, tra cui Joseph Kessel o Jean-Paul Sartre e altri personaggi fuggiti dal comunismo dell'Europa dell'est.
Il romanzo ha vinto il Prix Goncourt des Lycéens nel 2009 e il premio dei lettori di Notre temps nel 2010.
In La vita sognata di Ernesto G., si narrano 100 anni di storia contemporanea in un romanzo che racconta le vicissitudini di un medico ebreo praghese, Joseph Kaplan, innamorato del tango argentino. Da Parigi viene esiliato ad Algeri dove è testimone di persecuzioni, epidemie, svolte culturali e cambi di regime. Il romanzo racconta le difficoltà di una famiglia separata e distrutta. Il titolo del romanzo è legato ad un incontro molto particolare che il medico fa con un certo Ernesto G., combattente rivoluzionario.

## Opere

### Romanzi
- La mano sbagliata (Pour cent millions, 1986; col titolo Dernière Donne, 2014), traduzione di Francesco Bruno, Collana Romanzi, Milano, Salani, 2015, ISBN 978-88-691-8241-9. - Prix du roman policier francophone de la ville du Mans
- Il club degli incorreggibili ottimisti (Le Club des incorrigibles optimistes, 2009), traduzione di F. Bruno, Collana Romanzi, Milano, Salani, 2010, ISBN 978-88-625-6210-2.
- La vita sognata di Ernesto G. (La Vie rêvée d'Ernesto G., 2012), traduzione di F. Bruno, Collana Romanzi, Milano, Salani, 2013, ISBN 978-88-671-5307-7.
- Una lunga vita da idealista (Trompe-la-mort, 2015), traduzione di F. Bruno, Collana Romanzi, Milano, Salani, 2018, ISBN 978-88-691-8559-5.
- Il valzer degli alberi e del cielo. L'ultimo amore di Van Gogh (La Valse des arbres et du ciel, 2016), traduzione di F. Bruno, Collana Romanzi, Milano, Salani, 2017, ISBN 978-88-938-1093-7.
- De l'influence de David Bowie sur la destinée des jeunes filles, Paris, Albin Michel, 2017.
- Le terre promesse (Les Terres promises, 2021), traduzione di F. Bruno, Collana Romanzi, Milano, Salani, 2021, ISBN 978-88-310-0870-9.

### Teatro
- Le Rebelle, messa in scena di Jean Rougerie, Théâtre Tristan Bernard, 1988

### Sceneggiature
- Claire obscure (telefilm), 1985, de Franck Apprédéris dans la collection Les Cinq Dernières Minutes, scénario de Jean-Michel Guénassia & Frank Apprédéris
- Pour cent millions (episodio), 1990, de Brigitte Sauriol, série Haute Tension, scénario de Jean-Michel Guenassia, Michel Bouchard
- Récidive (telefilm), 1992, de Franck Apprédéris, scénario de Jean-Michel Guenassia, Bernard-Pierre Donnadieu & Franck Apprédéris